# 凱利鎮區 (伊利諾伊州沃倫縣)
凱利鎮區（英語：Kelly Township）是位於美國伊利諾伊州沃倫縣的一個行政鎮區。

## 地方資料
根據2010年美國人口普查的數據，凱利鎮區的面積為91.10平方千米，當中陸地面積為91.00平方千米，而水域面積為0.10平方千米。當地共有人口343人，而人口密度為每平方千米3.77人。